# Šumavské Hoštice
Šumavské Hoštice là một làng thuộc huyện Prachatice, vùng Jihočeský, Cộng hòa Séc.